# .mq
.mq là tên miền quốc gia cấp cao nhất (ccTLD) của Martinique.
Tên miền cấp cao nhất.mq được quản lý bởi SYSTEL nhưng công ty đó đã không còn hoạt động và địa chỉ liên lạc về kỹ thuật của mã quốc gia không thể tìm thấy. SYSTEL đã bị bán lại cho Mediaserv nhưng dịch vụ đăng ký vẫn chưa được mở lại.